# Королевская бельгийская футбольная ассоциация
Короле́вская бельги́йская футбо́льная ассоциа́ция (нем. Königliche Belgische Fußballverband; фр. Union royale belge des sociétés de football association; нидерл. Koninklijke Belgische Voetbalbond) — организация, осуществляющая контроль и управление футболом в Бельгии. Располагается в Брюсселе. КБФА основана в 1895 году, стала одним из членов-основателей ФИФА (в 1904 году) и УЕФА (в 1954 году). Ассоциация организует деятельность и управляет национальными сборными по футболу (мужской, женской, молодёжными). Под эгидой ассоциации проводятся мужской и женский чемпионаты Бельгии, а также многие другие соревнования.

## Президенты
- 1895—1924 барон Эдуар де Лавеле
- 1924—1929 граф Жозеф Д’Ультремон
- 1929—1937 Рудольф-Вильям Селдрейерс
- 1937—1943 Оскар ван Кесбек
- 1945—1951 Франсис Дессен
- 1951—1967 Жорж Эрмесс
- 1967—1987 Луи Ваутерс
- 1987—2001 Мишель Д’Оог
- 2001—2006 Яан Петерс
- 2006—2017 Франсуа де Керсмакер
- 2017— Жерар Линар